# Кралёва-Голя
Кралёва-Голя (словац. Kráľova hoľa) — горная вершина в Словакии.
Гора расположена в центральной части страны в горном массиве Низкие Татры. Является высшей точкой восточной части Низких Татр.
Высота над уровнем моря — 1946 м.
В 1960 году на вершине построен телевизионный передатчик. В окрестностях горы расположена метеостанция и станция службы горных спасателей.